# Dominik à Jesu Maria
Ctihodný Dominik à Jesu Maria, občanským jménem Dominik (Domingo) Ruzola López (16. května 1559, Calatayud – 16. února 1630, Vídeň) byl karmelitánský mnich a generál řádu, působící v Římě a Vídni, čelný propagátor kultu Panny Marie Vítězné.

## Období třicetileté války
Po vypuknutí bojů třicetileté války byl vyslán z Říma s posvěceným mečem na pomoc katolíkům. Do Čech přišel s ligistickou armádou bavorského vévody Maxmiliána I., s nímž měl přátelský vztah a byl dokonce jeho zpovědníkem. Připisuje se mu až nadpřirozená pomoc při vítězství katolíků v bitvě na Bílé hoře.

## Zázračný obraz Panny Marie Vítězné

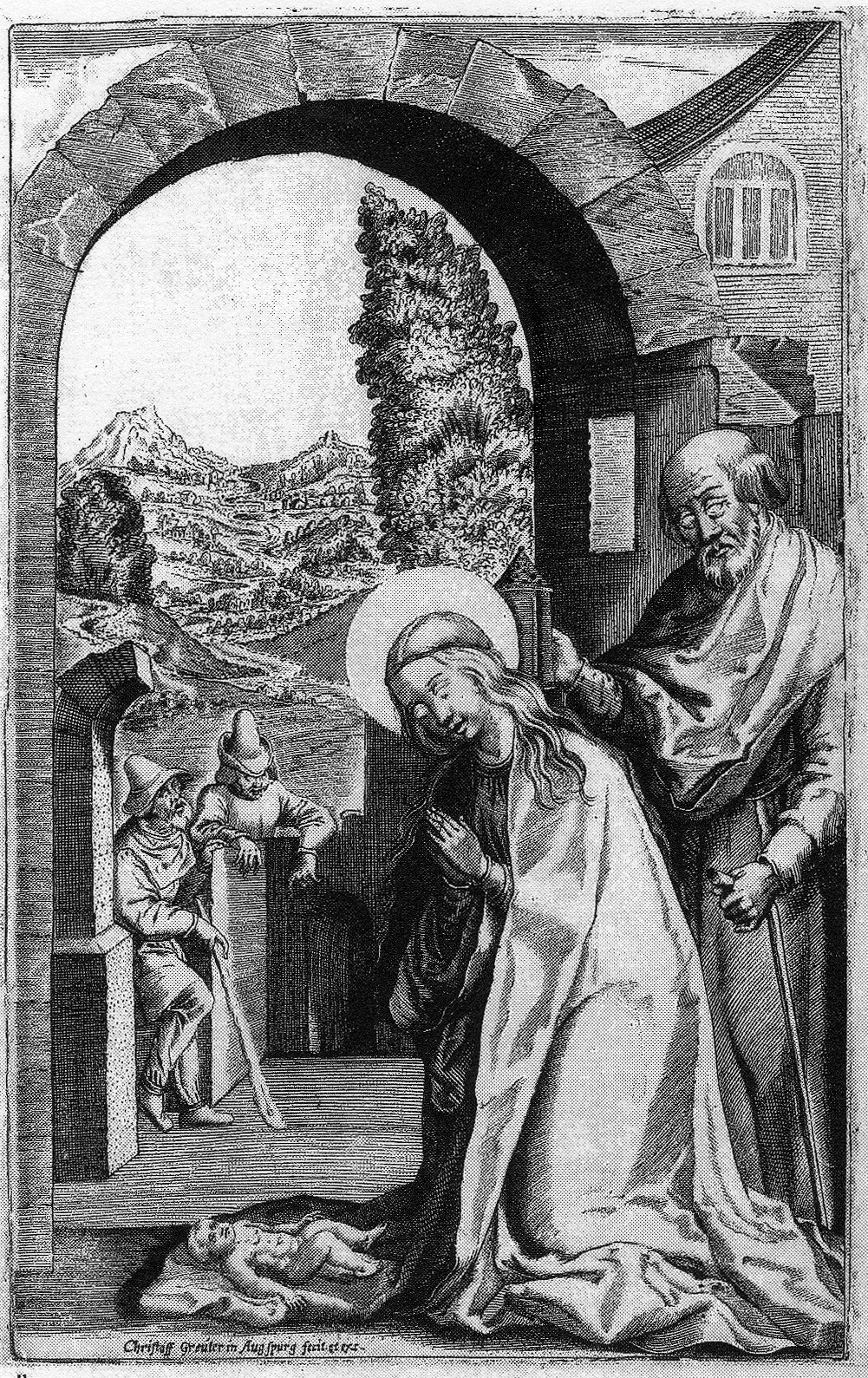
Milostný obraz P. Marie Vítězné nalezený Dominikem à Jesu Maria ve Štěnovicích (dobová reprodukce)

Dominik si k posvěcenému meči na pomoc přibral také pozdněgotický Strakonický obraz (zobrazující klanění Panny Marie a Josefa novorozenému Jezulátku). Tento obrázek, malovaný temperou na dřevě, nalezl nikoliv ve Strakonicích, jak se dříve tradovalo, nýbrž v zámecké kapli ve Štěnovicích, poničený a zneuctěný protestanty.
Tímto obrázkem Dominik poté žehnal katolickým vojákům před zahájením bitvy na Bílé hoře a modlil se k němu v jejím průběhu. Podle dobových grafických listů s obnaženým mečem a vztyčeným obrázkem táhl v čele vojska.
Zásluhou Dominika à Jesu Maria bylo bělohorské vítězství následně připisováno zázračné moci mariánského obrazu. Teprve pozdější barokní legendisté celou událost přikrášlili líčením nadpřirozených úkazů, jako zejména odrážení kulek od obrazu, metání blesků a oslepení protestantského vojska. Dominik à Jesu Maria při svém následném pobytu ve Vídni získal od císaře Ferdinanda II. svolení pro založení kláštera řádu bosých karmelitánů ve Vídni a v Praze, zatímco projekt kláštera servitů na Bílé Hoře zůstal nedokončeným torzem, z něhož se dochoval jen objekt pozdější hospody. Zázračný obrázek malovaný na dřevě byl Dominikem odvezen do Říma k papeži Řehoři XV. Císař Ferdinand II. daroval obrazu zlatou korunu ozdobenou drahými kameny, stříbrnou zaslal také bavorský vévoda Maxmilián I. Dne 8. května roku 1622 byl obraz slavnostně přenesen z římské baziliky Panny Marie Sněžné do kostela Obrácení sv. Pavla na Monte Cavallo, k té příležitosti přejmenovaného na Santa Maria della Vittoria. Zde byl umístěn na hlavním oltáři, kde shořel roku 1833, ale při následné obnově byl nahrazen kopií podle českého vzoru.

## Kopie obrazu a kult
Raně barokní kopie obrázku Adorace Páně se nacházejí v malostranském kostele Panny Marie Vítězné v Praze, v poutním kostele Panny Marie Vítězné na Bílé Hoře nebo v děkanském kostele sv. Prokopa ve Strakonicích. Cenná kopie do 50. let 20. století bývala uctívána také na postranním oltáři kapitulní baziliky sv. Petra a Pavla na Vyšehradě. Další kopie byly uctívány v různých poutních místech (např. v Loretě v Praze na Hradčanech) nebo privátně v klášterech (například u svatojiřských abatyší na Pražském hradě). Jejich soupis dosud nebyl proveden.